# Орлов, Василий Петрович (архитектор)
Василий Петрович Орлов (24 апреля 1912 — 15 мая 1999) — советский архитектор. Председатель правления Союза архитекторов УАССР в 1967—1979 гг. Член Союза архитекторов СССР с 1948 года. Заслуженный архитектор РСФСР (1980).
«Патриарх удмуртской архитектуры» — во многом определил внешний облик города Ижевска, где он работал в 1940—1988 годах.
Лауреат Государственной премии Удмуртской АССР (1985), «Почётный гражданин Ижевска» (1989).

## Биография
Родился в 1912 году в селе Борщёвка Тамбовского уезда Российской империи, из крестьянской семьи.
Окончив школу в Тамбове с 1931 года работал маляром на стройках Москвы.
В 1934—1940 годах учился в Московском архитектурном институте, ученик Г. П. Гольца.
После окончания института был направлен на работу в город Ижевск.
В годы Великой Отечественной войны работал на Металлургическом заводе начальником цеха.
С 1945 года — в Управлении по делам архитектуры при Совете Министров УАССР в качестве управляющего проектной конторой «Удмуртпроект», затем начальник инспекции Госархстройконтроля.
Преподавал в только что созданном Ижевском художественно-ремесленном училище.
С 1948 года — член Союза архитекторов СССР. Участник V съезда архитекторов СССР.
В 1950—1988 годах — в проектном институте «Удмуртгражданпроект»: главный архитектор мастерской, начальник мастерской, главный инженер института, главный архитектор института.
В 1967—1979 годах — председатель правления Союза архитекторов Удмуртской АССР.
С 1981 года на пенсии. Умер в 1999 году.

## Работы
С 1940 по 1988 год работал в городе Ижевске, во многом определив внешний облик города.
Первые его проекты появились ещё в годы войны — в 1943—1944 годах.
Активно содействовал утверждению в архитектуре города неоклассицизма.
Проектировал здания:
- Стадион «Зенит».
- Дворец культуры «Ижмаш» (с 2011 года — здание Русского драматического театра).
- Дворец культуры «Ижсталь».
- Здание «Удмуртэнерго» на ул. Советской.
- Торгово-выставочный павильон на ул. Ленина (ныне магазин «Радиотехника»).
- Здание Дворец пионеров, в котором ныне находится Удмуртский республиканский музей изобразительных искусств.

Соавтор схемы монументально-декоративного оформления Ижевска, ансамбля городской эспланады, ансамбля жилых домов по Пушкинской улице.
Автор эскиза памятной медали к 200-летию первого ижевского архитектора С. Е. Дудина.

## Награды и признание
- Почётный гражданин города Ижевска (1989).
- Государственная премия Удмуртской АССР (1985) — в составе коллектива архитекторов «За проектирование и строительство ансамбля Центральной площади города Устинова».
- Заслуженный архитектор РСФСР (1980).
- Заслуженный деятель искусств Удмуртской АССР (1951).
- Медаль «Ветеран труда».
- Неоднократно награждён Почётными грамотами (1951, 1957, 1962, 1967, 1972).

## Память
- В 2012 году была установлена мемориальная доска на доме № 15 по Советской улице, в этом доме, построенном по его проекту, архитектор жил c 1953 года.
- В 2014 году в честь В. П. Орлова названа новая улица — Улица Архитектора Орлова.